# Bodas de odio
Bodas de odio es una telenovela mexicana de época ambientada en el Porfiriato, producida por Ernesto Alonso para Televisa en 1983. Es una historia original de Caridad Bravo Adams, adaptada por primera vez a la televisión por María Zarattini.
Fue protagonizada por Christian Bach, Miguel Palmer y Frank Moro, con las actuaciones antagónicas de Rosario Gálvez, María Montaño, Antonio Medellín y Rafael Sánchez-Navarro.

## Argumento
Magdalena Mendoza es una joven que está enamorada de José Luis Álvarez, un humilde soldado, pero es forzada por Paula, su madre, a casarse con Alejandro Almonte, un hombre acaudalado, para salvar la ruina de la familia, conformada por su padre, el General Iván Mendoza y su hermano Dimitrio. Alejandro, por su parte, es el hijo ilegítimo de un hombre rico, el cual lo reconoció poco antes de morir, y llega a Puebla para ver la fábrica de textiles que le heredó. Cuando Paula se entera del noviazgo de su hija con José Luis, con la ayuda de Dimitrio y por intervención del Gobernador que es amigo del General Mendoza, mandan al soldado a prisión. Magdalena se casa con Alejandro, pero José Luis escapa de la cárcel y se dirige a la mansión de la familia Mendoza después de la boda. Le pide a Magdalena huir con él, pero Alejandro se entera y se lleva a Magdalena a su rancho, donde viven Rosario, quien es la verdadera madre de Alejandro; María, la hija del capataz, que ama a Alejandro y sus amigos: Cipriano y Víctor. Alejandro tiene las ideas liberales y el movimiento apoya a los rebeldes contra el régimen de Porfirio Díaz. José Luis comienza a trabajar como capataz en el rancho. Se casa con Angélica, que tiene una enfermedad incurable, pero en su corazón siempre ha amado a Magdalena. Pero ella ama a Alejandro ahora. Cuando Alejandro se entera de la verdad sobre el nuevo capataz, Magdalena está embarazada pero Alejandro no cree que es su hijo y él la abandona. Al final, durante la revolución, Alejandro es capturado por las tropas gubernamentales, pero José Luis le salva a costa de sacrificarse por el amor de Magdalena.

## Reparto
- Christian Bach - Magdalena Mendoza
- Miguel Palmer - Alejandro Almonte
- Frank Moro - José Luis Álvarez
- Javier Morales Nava - Alejandrito Ivan Almonte
- Rafael Sánchez-Navarro - Dimitrio Mendoza
- Magda Guzmán - Carmen Mendoza vda. de Muñoz
- Rosario Gálvez - Paula de Mendoza
- Yolanda Mérida - Rosario
- Antonio Medellín - Francisco Torres Quintero
- María Montaño - María
- Julieta Egurrola - Josefina de Icaza
- Antonio Valencia - Adolfo Chavarri
- Ofelia Cano - Nadia Chavarri de Torres Quintero
- Arturo Benavides - Rufino
- Carlos Riquelme - General Iván Mendoza
- José Luis Padilla - Don Porfirio Díaz
- Silvia Manríquez - Armida
- José Antonio Ferral - Víctor
- Jorge Mondragón - Padre Abundio
- Carlos Villarreal - Tomás
- Fabio Ramírez - Joaquín
- Roberto Antúnez - Cipriano
- Luis Xavier - Felipe
- Arsenio Campos - Marqués Sebastián de la Cruz y Cañizares
- Carmen Cortés - Manuela
- Lupe Silva - Dominga
- Enrique del Castillo - Loreto Mejía
- Patsy - Angélica
- Lizzeta Romo - Esperanza
- Adalberto Parra - Ezequiel
- Alfonso Kafitti - Alfonso
- Miguel Ángel Negrete - Manuel Calderón
- Consuelo Frank - Tía Prudencia
- Helio Castillos - Juventino
- Nerina Ferrer - Amalia
- Rosa Elena Díaz - Margarita
- Adriana Roel
- Salvador Quiroz
- Rigoberto Carmona
- Mary Carmen Martínez
- Macario Álvarez
- Edgardo Gazcón

## Equipo de producción
- Original de: Caridad Bravo Adams
- Adaptación libre de: María Zarattini
- Tema musical: L'entrèe
- Autor: Giuseppe Verdi
- Escenografía: Isabel Cházaro
- Ambientación y diseñador de vestuario: Antonio Muñoz
- Iluminación: Sergio Treviño
- Editor: Roberto Nino
- Coordinador de producción: Roberto Antúnez
- Jefe de producción: Ignacio Rubiell
- Dirección de cámaras: Carlos Sánchez Zúñiga
- Dirección de escena: José Rendón
- Productor: Ernesto Alonso

## Premios y nominaciones

### Premios TVyNovelas 1984
| Categoría                  | Nominado(a)            | Resultado |
| -------------------------- | ---------------------- | --------- |
| Mejor telenovela           | Ernesto Alonso         | Ganador   |
| Mejor actriz protagónica   | Christian Bach         | Ganadora  |
| Mejor actor protagónico    | Miguel Palmer          | Nominado  |
| Mejor villana              | Rosario Gálvez         | Nominada  |
| Mejor revelación femenina  | Julieta Egurrola       | Ganadora  |
| Mejor revelación masculina | Rafael Sánchez-Navarro | Nominado  |

## Versiones
- Amor real, telenovela mexicana de época producida por Carla Estrada para Televisa en 2003, y protagonizada por Adela Noriega, Fernando Colunga y Mauricio Islas.
- Lo que la vida me robó, telenovela mexicana ambientada en época contemporánea, producida por Angelli Nesma Medina para Televisa en el 2013 y protagonizada por Angelique Boyer, Sebastián Rulli y Luis Roberto Guzmán.